# Південний-захід штату Амазонас (мезорегіон)
Південний-захід штату Амазонас (порт. Mesorregião do Sudoeste Amazonense) — один із чотирьох адміністративно-статистичних мезорегіонів бразильського, штату Амазонас. Населення становить 0,36 млн осіб на 2006 рік. Займає площу 335 395,911 км². Густота населення — 1,1 чол./км².

## Склад мезорегіону
В мезорегіон входять наступні мікрорегіони:
1. Журуа
2. Алту-Солімойнс

| Бразилія | Це незавершена стаття з географії Бразилії. Ви можете допомогти проєкту, виправивши або дописавши її. |